# Баден (Аустрија)
Баден или Баден код Беча град је у Аустрији, смештен у источном делу државе. Баден је трећи по величини град у покрајини Доњој Аустрији, где је седиште истоименог округа Баден.
Град Баден је познато бањско лечилиште и туристичко одредиште у Аустрији, поготово за становнике оближњег Беча.

## Природне одлике
Баден се налази у источном делу Аустрије, у подножју Бечке шуме. Од града средишта града Беча удаљен је свега 26 км ка југозападу, али је ширењем престонице спојен са градом. Кроз град протиче речица Швехат.

## Становништво
| 1981.  | 1991.  | 2001.  | 2011.  |
| ------ | ------ | ------ | ------ |
| 23.140 | 23.488 | 24.502 | 25.093 |

По процени из 2016. у граду је живело 26184 становника. Протеклих деценија, са растом Беча Баден се бројчано повећао и полако спојио са престоницом.

## Градске знаменитости
Град Баден је прворазредно туристичко одредиште у Аустрији захваљујући бројним изворима лековите воде. Већ у средњем веку су се на основу овог богатства развио лечилишни туризам, па је насеље вековима примерено уређивано у складу са главном делатношћу. Стога је Баден постао и веома привлачан градић са бројним туристичким знаменитостима. Поред тога око Бадена се налазе бројни виногради, који употпуњују туристичку понуду града.

## Галерија
- једно од купалишта у бадену
- Стари казино
- Главна пешачка улица
- Градско позориште